# Лаврентьев, Владимир Григорьевич
Влади́мир Григо́рьевич Лавре́нтьев (1852 — 1890) — русский публицист, издатель и редактор.

## Биография
Окончил юридический факультет Императорского Санкт-Петербургского университета. Жил некоторое время в Греции, откуда в 1881—83 гг. посылал корреспонденции в русские издания; позже писал статьи для «Санкт-Петербургских ведомостей». С 1885 по 1888 был издателем-редактором «Страхового обозрения», в 1889 издавал «Вестник взаимного страхования», а с 1890 — «Страховые ведомости». Издал отдельно: «Самопомощь и страхование» (СПб., 1885) и «Справочно-памятную книжку для охотников» (СПб., 1887). Он был активным сторонником страхового дела, основанного на принципах взаимопомощи.

## Источник
- Лаврентьев, Владимир Григорьевич // Энциклопедический словарь Брокгауза и Ефрона : в 86 т. (82 т. и 4 доп.). — СПб., 1890—1907.